# Pointes-Ondes
Pour les articles homonymes, voir ondes (homonymie).
Les pointes-ondes (spike-and-wave en anglais) sont un motif d'oscillation de l'électroencéphalogramme (EEG) qui apparaît en général pendant certaines manifestations d'épilepsie chez l'homme ou chez l'animal. Les pointes-ondes sont observées en particulier lors de crises généralisées, par exemple lors du petit mal épileptique (crises d'absence). Chez l'homme, les pointes-ondes se produisent généralement autour d'une fréquence de 3 Hz ou moins, et sont caractérisées par une remarquable synchronie bilatérale. Ces caractéristiques sont également vues pendant les crises épileptiques chez le primate ou le chat, qui produisent aussi des pointes-ondes autour de 3 Hz. Par contre, chez d'autres animaux, comme la souris ou le rat, les pointes-ondes sont souvent plus rapides, de l'ordre de 8 Hz. Les mécanismes des pointes-ondes sont complexes et impliquent le cortex cérébral et le thalamus, les propriétés de décharge en bouffées (bursting) des neurones, ainsi que les différents types de récepteurs synaptiques présents dans les circuits thalamo-corticaux. Les spécialistes pensent qu'une augmentation (diffuse ou focale) de l'excitabilité corticale, soit par augmentation de l'excitation ou par diminution de l'inhibition, peut générer des pointes-ondes via les boucles thalamo-corticales. Les motifs de pointes-ondes sont alors synchrones sur une portion importante - voire la totalité - du cortex cérébral (crises généralisées).